# I. e. 198
Évszázadok: i. e. 3. század – i. e. 2. század – i. e. 1. század
Évtizedek: i. e. 240-es évek – i. e. 230-as évek – i. e. 220-as évek – i. e. 210-es évek – i. e. 200-as évek – i. e. 190-es évek – i. e. 180-as évek – i. e. 170-es évek – i. e. 160-as évek – i. e. 150-es évek – i. e. 140-es évek
Évek: i. e. 203 – i. e. 202 – i. e. 201 – i. e. 200 –  i. e. 199 – i. e. 198 – i. e. 197 – i. e. 196 – i. e. 195 – i. e. 194 – i. e. 193

## Események

### Róma
- Sextus Aelius Paetus Catust és Tullius Quinctius Flamininust választják consulnak.
- A sorsoláson Flaminius kapja a makedón háborút. Átkel seregével Épeiroszba és tárgyalásokba bocsátkozik V. Philipposz makedón királlyal, aki a Aóosz folyó sziklás völgyében kedvező helyzetet foglalt el. A rómaiak követeléseit a makedónok nem fogadják el és támadásaikat visszaverik. A rómaiakat a hegyvidéken át egy helyi pásztor a makedónok hátába vezeti és az aóoszi csatában megfutamítják a makedónokat. Flaminius követi Philipposzt Thesszáliába, de Atraxot hiába stromolja, ezért inkább délnek fordul.
- Az Akháj Szövetség a makedónok oldaláról átáll a rómaiakhoz, de a makedón helyőrség megtartja Korinthoszt és Argoszt. Flaminius megostromolja és kifosztja Sziküónt.
- Setiában és Praenestében a pun háborúból származó foglyok és rabszolgák felkelést szerveznek, de elárulják őket. L. Comelius praetor ötszáz embert kivégeztet.

### Kína
- Kao-cu császár a vereségét követően békét köt a hsziungnukkal. Vezérük kínai hercegnőt kap feleségül és a kínaiak évi adót fizetnek a hsziungnuknak, ha nem támadják meg őket.

## Fordítás
- Ez a szócikk részben vagy egészben  a(z)   198 BC című angol Wikipédia-szócikk ezen változatának fordításán alapul.  Az eredeti cikk szerkesztőit annak laptörténete sorolja fel. Ez a jelzés csupán a megfogalmazás eredetét és a szerzői jogokat jelzi, nem szolgál a cikkben szereplő információk forrásmegjelöléseként.